# جزائريو المحيط الهادئ
جزائريو المحيط الهادئ (بالفرنسية: Algériens du Pacifique)‏ أو جزائريو كاليدونيا الجديدة (بالفرنسية: Algériens de Nouvelle-Calédonie)‏ هم مجموعة من الجزائريين والجزائريات من العرب والقبائليين (مع قلة من التونسيين والمغاربة) هُجّرتهم سلطات الاحتلال الفرنسي قسرًا من بلادهم إلى معسكرات العمل في جزيرة كاليدونيا الجديدة بعد اشتراكهم في عدة انتفاضات ضد الاستعمار الفرنسي لبلادهم منها انتفاضة أو مقاومة الشيخ الحداد، وكان أبرزها انتفاضة عامي 1870 و1871، التي بدأت في سوق أهراس ثم انتقلت إلى بسكرة وتبسة وبوسعادة، وفي القطاع الوهراني وبرج بوعريريج، وانتهت بثورة الشيخ المقراني في منطقة القبائل.
أُلقي القبض على الثوار الجزائريين سنة 1871، ثم حوكم 212 جزائريًا محاكمة جماعية في مدينة قسنطينة سنة 1873 وحُكم على معظمهم بالنفي إلى فرنسا ـ وبالتحديد إلى جزيرتي أوليرون (بالفرنسية: Île d'Oléron)‏ وري (بالفرنسية: Île de Ré)‏، ثم إلى قرية كيلرن (قرب بريست). وفي الوقت ذاته أبقى الفرنسيون على 29 من المحكوم عليهم في وهران، وطرح الحاكم العام الفرنسي للجزائر ـ الجنرال أنطوان شانزي ـ فكرة نفيهم إلى جزر ماركيساس لإبعادهم عن أعين الرأي العام، إلا أنهم نُقلوا في النهاية إلى كيلرن عبر مارسيليا، كما سُجنت مجموعة ثالثة من الثوار الجزائريين مع المدانين من أعضاء كومونة باريس في مدينة توار (بالفرنسية: Thouars)‏ في غرب فرنسا.
ونظرًا لسوء التواصل بين الوزارات الفرنسية، لم يُميَّز بين عقوبتي النفي (الذي كان عادةً إلى غويانا الفرنسية) والترحيل (إلى كاليدونيا الجديدة)، وهو ما أفضى في النهاية إلى ترحيل الجميع إلى كاليدونيا الجديدة.
تزامن وصول المرحّلين الجزائريين إلى الجزيرة مع نفي أعضاء كومونة باريس إليها، وقد ترك أعضاء كومونة باريس فيما بعد شهادات ذات قيمة تاريخية كبيرة عن فترة وجود الجزائريين في كاليدونيا الجديدة. وبينما منحت السلطات الفرنسية أعضاء كومونة باريس عفوًا عادوا بموجبه إلى بلادهم سنة 1879، ظل الجزائريون في المنفى رغم كل الحملات التي حاولت استنهاض تعاطف الرأي العام الفرنسي آنذاك معهم. ولم يصدر العفو عن هؤلاء الجزائريين إلا سنة 1895، ولكنه لم ينفذ فعليًا ولم يعد المنفيون الجزائريون إلى وطنهم إلا بعد عام 1904.
توجد مقبرة العرب في كاليدونيا الجديدة في منطقة نيساديو.

## وصلات خارجية
- قائمة بأسماء الجزائريين الذين رُحّلوا إلى كاليدونيا الجديدة